# Flodkanin
Flodkanin (Bunolagus monticularis) är en starkt utrotningshotad art som lever i Karoo, ett halvökenområde, i sydvästra Sydafrika. Den placeras som ensam art i sitt släkte Bunolagus.
Artens hela bestånd består troligen inte av mer än 10 populationer med ett sammanlagt antal av cirka 250 könsmogna par. Ibland används bushmanhare som ett annat svenskt trivialnamn.

## Utseende
Arten blir 34 till 47 cm lång (huvud och bål), har en 7 till 10,8 cm lång svans och väger 1 till 2 kg. Honor är med en genomsnittlig vikt av 1,8 kg tyngre än hanar som väger omkring 1,5 kg. Hos Bunolagus monticularis är den mjuka pälsen huvudsakligen brunaktig och den är även tjock på extremiteterna. Kännetecknande är en svart strimma som skiljer den krämfärgade strupen från nosen och kinderna. Dessutom är öronen med en längd av 10,7 till 12,4 cm tydlig större än hos rödkaniner (Pronolagus) som förekommer i samma region. Kring ögonen förekommer ljusa till vitaktiga ringar och dessutom har öronens spetsar vita kanter. Ett annat signalement är en rödaktig fläck på djurets nacke. Svansen är ullig som hos flera andra hardjur.

## Ekologi
Denna kanin lever i halvöknen vid floder som kan vara torrlagda under sommaren.
Flodkaninen är liksom flera andra hardjur aktiv mellan skymningen och gryningen. Den gömmer sig på dagen i en grop och vilar. Födan utgörs av växtdelar som blad, gräs och blommor. Djuret äter bland annat löv från buskar som tillhör släktena Salsola, Kochia och Mesembryanthemum. Arten är liksom sina nära släktingar koprofag. Spillningen efter första ämnesomsättningen är mjuk och den innehåller fortfarande viktiga näringsämnen. Flodkaninen äter den mjuka spillningen och efter andra ämnesomsättningen är djurets avföring fast.
Hannar och honor lever utanför parningstiden ensam. Fortplantningen sker under årets varma månader, augusti till maj på södra jordklotet. Hos arten finns inga monogama par. Istället sker parningen mellan individer som lever i samma region. Honan är cirka 35 dagar dräktig och sedan föds en enda unge. Före ungens födelse fodras gropen med hår, gräs och andra mjuka växtdelar. Ungen är vid födelsen blind och hjälplös med en vikt av cirka 40 g.